# Joaquin Masmitja y de Puig
Joaquin Masmitja y de Puig (ur. 29 grudnia 1808, zm. 26 sierpnia 1886) – Sługa Boży Kościoła katolickiego.

## Życiorys
Urodził się w Olot w Katalonii w 1808 roku. Był synem Franciszka Santaló Masmitja i Mary Grace de Puig. Studiował łacinę i retorykę w szkole humanistycznej w Olot. W wieku 15 lat rozpoczął studia kościelne w seminarium w Geronie. W latach 1824–1825 studiował na uniwersytecie w Cervera. Został wyświęcony na kapłana w dniu 22 lutego 1834 roku. W lipcu 1848 roku założył zgromadzenie Sióstr Najświętszej i Niepokalanego Serca Maryi. W dniu 21 czerwca 1886 roku upadł ze schodów. Zmarł dwa miesiące później 26 sierpnia 1886 roku w Gironie. Trwa jego proces beatyfikacyjny.